# Таннер, Вяйнё
Вя́йнё А́льфред Та́ннер (фин. Väinö Alfred Tanner; до 1895 носил фамилию Томассон 12 марта 1881, Гельсингфорс, Великое княжество Финляндское — 19 апреля, 1966, Хельсинки, Финляндия) — финский государственный деятель, пионер кооперативного движения, лидер социал-демократической партии, Премьер-министр Финляндии в 1926—1927 гг.

## Биография
В 1899 году вступил в Социал-демократическую партию Финляндии, неоднократно входил в состав её правления. После отделения Финляндии от России в 1917 году назначен сенатором по делам финансов.
Таннер не участвовал в гражданской войне в Финляндии, приведшей к поражению финских красных. После войны он стал ведущим политиком Социал-демократической партии Финляндии, и активным сторонником парламентаризма. Его главным успехом было прекращение преследований СДП после гражданской войны и успешное возвращение её в политику. Таннер работал в правительстве на постах: премьер-министра (1926—1927), министра финансов (1937—1939), министра иностранных дел (1939—1940), после Советско-финской войны 1939—1940 гг. был министром торговли (1940—1942) (последняя перестановка была совершена под давлением СССР). В 1942—1944 годах снова был министром финансов.
Основным достижением Таннера считается[кто?] его успех в перенаправлении финского рабочего движения от революционных идей к прагматической работе в рамках парламентской системы. Под его руководством финские социал-демократы смогли сформировать правительство меньшинства менее чем через 10 лет после окончания гражданской войны в стране.

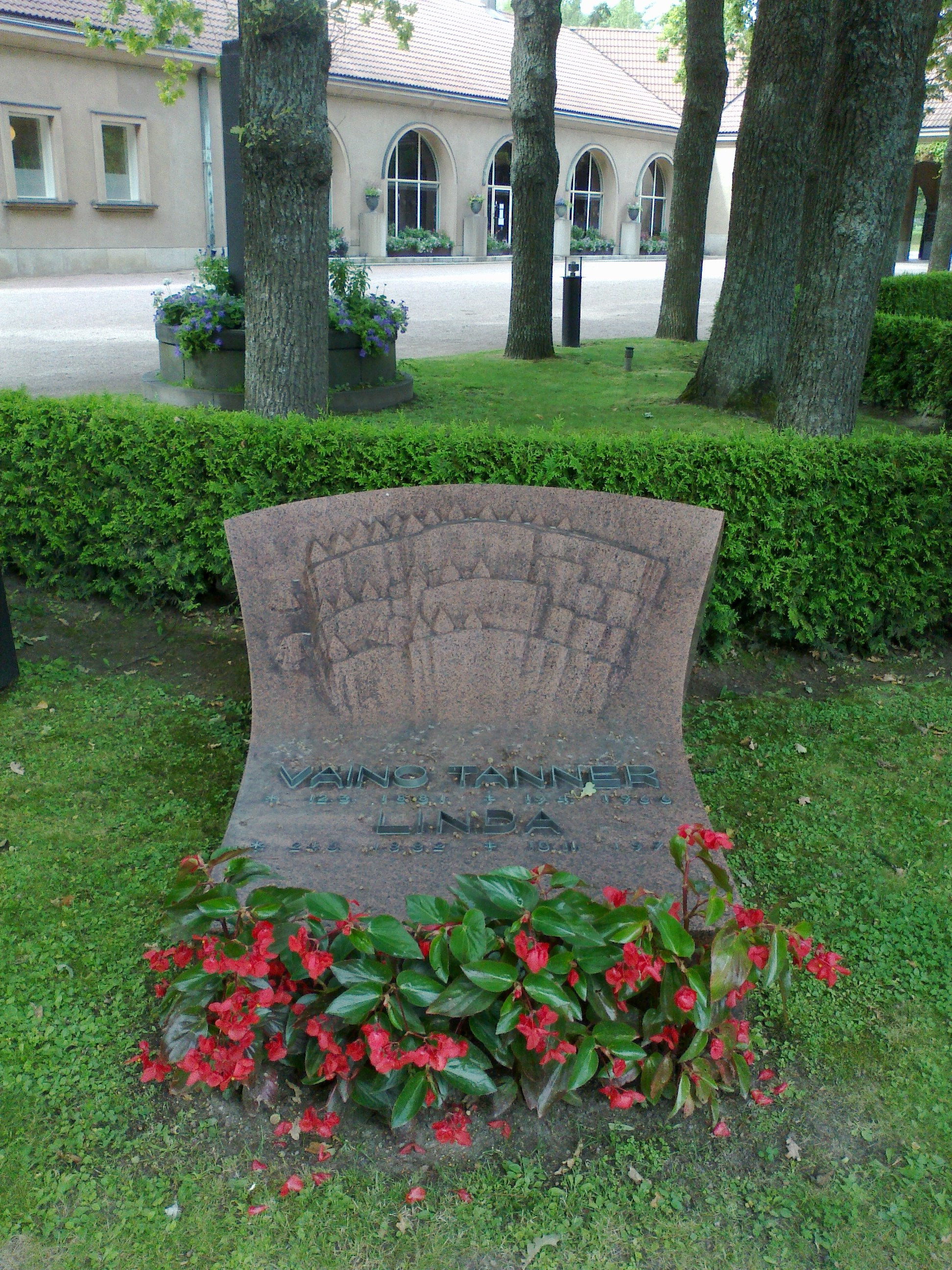
Могила Таннера

В 1927 году, во время краткой болезни президента Реландера Таннер, занимавший на тот момент пост премьер-министра, выступал в роли действующего президента и верховного главнокомандующего. В последней ипостаси он даже принял парад финской белой гвардии, посвященный 10-й годовщине победы белых. Это было воспринято в стране как весьма примечательное событие и признак идущего процесса национального примирения в обществе. В течение 1930-х социал-демократы несколько раз формировали коалиционные правительства вместе с аграрной партией.
Во время Советско-финской войны 1939—1940 гг. Таннер был министром иностранных дел.
После окончания Зимней войны СССР потребовал изменений во внутренней политике Финляндии. 16 августа 1940 г. Таннер вышел из правительства.
После окончания Советско-финской войны 1941—1944 гг. Таннер под давлением Союзной Контрольной Комиссии, куда входили Великобритания и СССР, был осуждён в 1946 году на Хельсинкском процессе к тюремному заключению сроком в пять с половиной лет, однако и даже находясь за решеткой, продолжал оставаться популярным политическим деятелем. В декабре 1948 года, отбыв половину срока, был амнистирован и выпущен на свободу.

## Труд
- Таннер В. Зимняя война. — М.: 2003. — 349 с. — ISBN 5-9524-0517-7